# Natascha Rybakowski
Natascha Rybakowski (* 1968) ist eine ehemalige deutsche Synchronsprecherin, Hörspielsprecherin und Schauspielerin.

## Leben und Werk
Bereits als kleines Kind arbeitete sie im Synchrongeschäft. Ihre erste Hauptrolle bekam sie als Moni in der Hörspielserie Bibi Blocksberg, welche sie in Folge 37 das letzte Mal sprach und dann von Julia Ziffer abgelöst wurde.
Außerdem sprach sie verschiedene Rollen in Hörspielserien wie Jan Tenner, Wendy, Grimms Märchen  und Benjamin Blümchen.
Rybakowski spielte die Rolle der Doris in der Erfolgsserie Teufels Großmutter unter der Regie von Rob Herzet und war auch zu sehen in Produktionen wie Liebling Kreuzberg, Didi – Der Untermieter oder Ein Heim für Tiere. 1991 war sie in der RTL-Serie Schloß Pompon Rouge zu sehen.
Natascha Rybakowski kann man ebenfalls im Synchron anfinden, so u. a. für Kerri Green und Catherine Kellner. Für Tami Erin sprach sie als Pippi Langstrumpf in dem US-Film Pippi Langstrumpfs neueste Streiche und war des Weiteren in Liebling, ich habe die Kinder geschrumpft, Mörderspinnen oder Eine Nacht in New York.

## Werk
Hörspiele
- Bibi Blocksberg: Folge 10–37 als Moni
- Benjamin Blümchen: Benjamin und die Schule (6) als 2. Mädchen
- Benjamin Blümchen: Benjamin verliebt sich (7) als Caroline
- Benjamin Blümchen: Benjamin als Filmstar (14) als Kind
- Benjamin Blümchen: Benjamin und Bibi Blocksberg (20) als Kind
- Benjamin Blümchen: Benjamin als Koch (23) als Kind
- Benjamin Blümchen: Benjamin als Detektiv (24) als Kind
- Benjamin Blümchen: Benjamin als Feuerwehrmann (31) als Kind
- Jan Tenner: Landung der Giganten (3) als Tochter
- Jim Salabim: Zirkus Hipp in großer Not (4) als Stefanie
- Jim Salabim: Die Kürbis-Kanone (7) als Lisbeth
- Mutter macht blau – Eine Alltagsgeschichte ; Kinderhörspiel von Georg Eichinger. Regie: Ulrich Herzog, SFB 1986.[1]

Filmografie
- 1991: Schloß Pompon Rouge
- 1988–1990: Liebling Kreuzberg (Fernsehserie in vier Auftritten)
- 1989: Justitias kleine Fische: Keine Antwort aus Hongkong
- 1986: Didi – Der Untermieter (Fernsehserie)
- 1986. Ein Heim für Tiere: Martha & Co.
- 1985: Teufels Großmutter (Fernsehserie)
- 1982: Single liebt Single

Synchron
- Judy Norton: Die Waltons (Fernsehserie)
- Tami Erin: Pippi Langstrumpfs neueste Streiche
- Natasha Ryan: Mörderspinnen
- Cariddi Nardulli: Allein gegen die Mafia (Fernsehserie)
- Kerri Green: Die Goonies
- Ricki Lake: Buffy, der Vampirkiller
- Amy O’Neill: Liebling, ich habe die Kinder geschrumpft
- Daryl Hannah: Todesfalle am Mill Creek
- Eiko Yamada: Die kleine Prinzessin Sara (Fernsehserie)
- Katya Gardner: Akte X – Die unheimlichen Fälle des FBI: Gezeichnet
- Catherine Kellner: Eine Nacht in New York